# Good Singin', Good Playin'
Good Singin', Good Playin' é um álbum do final da década de 1970 da banda Grand Funk Railroad, lançado pela MCA Records.
A banda, na realidade, acabou, mas desde que Frank Zappa demonstrou interesse em produzir um  álbum deles. Eles planejaram se reunir para tentar recuperar as paradas de sucesso, que ficaram esquecidas durante anos. Gravaram em 1976 pela MCA Records.

## Faixas
1. Just Couldn't Wait – 3:28
2. Can You Do It – 3:17
3. Pass It Around – 4:59
4. Don't Let 'Em Take Your Gun – 3:40
5. Miss My Baby – 7:20
6. Big Buns – 0:30
7. Out To Get You – 4:44
8. Crossfire – 4:19
9. 1976 – 4:20
10. Release Your Love – 3:52
11. Goin' For The Pastor – 5:24
12. Rubberneck – 5:15